# Marlène Schiappa
Marlène Schiappa, född 18 november 1982 i Paris, är en fransk politiker och författare. Hon är medlem av partiet Renaissance (RE). Schiappa är sedan 2022 statssekreterare i regeringen Borne.

## Biografi
Marlène Schiappa föddes i Paris 1982. Hon är dotter till historikern Jean-Marc Schiappa (född 1956). 
Hon utnämndes 2014 till ställföreträdande borgmästare i Le Mans. År 2017 blev hon statssekreterare i regeringen Philippe. Mellan 2020 och 2022 var Schiappa delegerad minister i regeringen Castex.